# Improphantes multidentatus
Improphantes multidentatus là một loài nhện trong họ Linyphiidae.
Loài này thuộc chi Improphantes. Improphantes multidentatus được Jörg Wunderlich miêu tả năm 1987.